# Glenea astathiformis
Glenea astathiformis es una especie de escarabajo del género Glenea, familia Cerambycidae. Fue descrita científicamente por Breuning en 1958.
Habita en China, India, Laos y Nepal. Esta especie mide 15-17 mm.